# Henderson Land Development
La Henderson Land Development Co. Ltd. (Cinese:恒基兆業地產有限公司) è una holding quotata alla borsa di Hong Kong nell'indice Hang Seng. La compagnia è attiva in molti settori, tra cui investimenti, amministrazione, edilizia, hotel, attività finanziarie, infrastrutture. È la terza compagnia di Hong Kong per capitalizzazione azionaria.
La compagnia è controllata dal Dr. Lee Shau Kee (il 24° uomo più ricco del mondo) che ne possiede circa il 61,88%.

## Partecipazioni
Tra le partecipazioni importanti della Henderson Land Development Co. Ltd.:
- Hong Kong Ferry (Holdings) Company
- Miramar Hotel Group
- Hong Kong and China Gas Company